# بوب غليندينينغ
روبيرت غليندينينغ (بالإنجليزية: Bob Glendenning)‏ (6 يونيو 1888 - 19 نوفمبر 1940) لاعب ومدرب كرة قدم إنجليزي راحل كان يجيد اللعب في خط الظهير.
| الطول  =
| تاريخ الولادة = 6 يونيو 1888
| مكان الولادة = Washington, Tyne and Wear, County Durham, England
| تاريخ الوفاة = 19 نوفمبر 1940 (52 سنة)

| المركز = لاعب وسط
| سنوات_الشباب1 =   
| أندية_الشباب1 =   
| سنوات1 =   | أندية 1 = Washington United F.C. | مباريات1 = | أهداف1 = 
| سنوات2 = 1908–1913 | أندية 2 = نادي بارنسلي | مباريات2 = 141 | أهداف2 = 1
| سنوات3 = 1913–1915 | أندية 3 = بولتون واندررز | مباريات3 = 73 | أهداف3 = 0 
| سنوات4 =   | أندية 4 = أكرينجتون ستانلي ‏ | مباريات4 = | أهداف4 =
| سنوات_مدرب1 = 1923 | أندية_مدرب1 = منتخب هولندا لكرة القدم 
| سنوات_مدرب2 = 0000–1928 | أندية_مدرب2 = Koninklijke HFC 
| سنوات_مدرب3 = 1925–1940 | أندية_مدرب3 = Netherlands
}}</ref>
لعب طوال مسيرته الرياضية في أندية واشنطون يونايتد، بارنزلي (؟؟؟؟-1913) بولتون واندررز (1913-1915) أكرينغتون ستانلي.
تولى تدريب منتخب هولندا (1923) كونينكلييك (؟؟؟؟-1928) منتخب هولندا (1925-1940).
شارك مع منتخب هولندا في بطولة كأس العالم 1934 في إيطاليا حيث خرج من الدور الثمن النهائي وفي بطولة كأس العالم 1938 في فرنسا حيث خرج من الدور الثمن النهائي أيضا.

## وصلات خارجية
- بوب غليندينينغ على موقع قاعدة بيانات كرة القدم.إي يو (الإنجليزية)
- بوب غليندينينغ على موقع بيانات كرة القدم. دي إي (الألمانية)
- بوب غليندينينغ على موقع Soccerway.com (الإنجليزية)
- بوب غليندينينغ على موقع عالم كرة القدم.نت (الإنجليزية)
- بوب غليندينينغ على موقع أوليمبيديا (الإنجليزية)

- هذا سيرة ذاتية